# Нефритовый саван

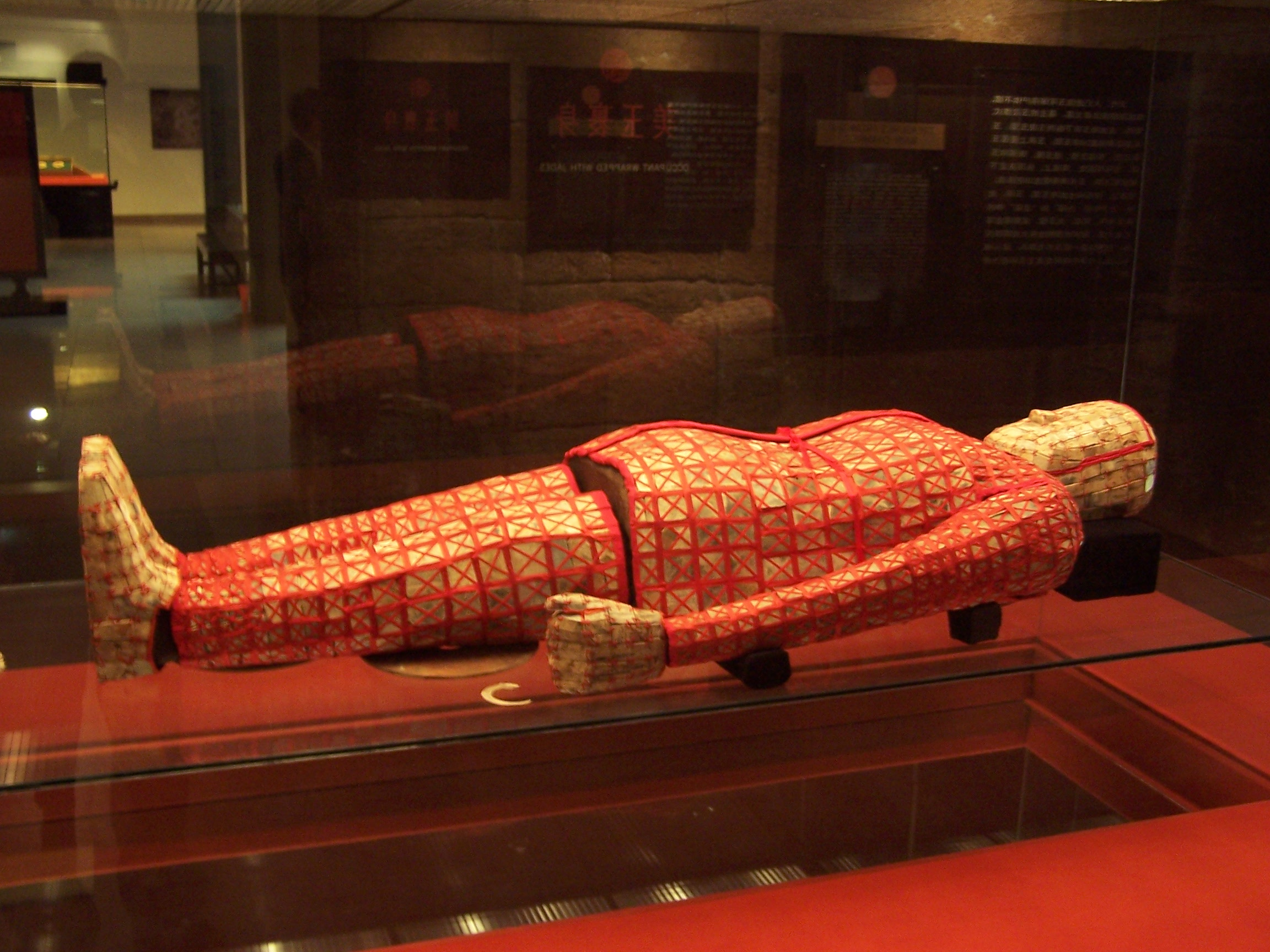
Нефритовое облачение Чьеу Ван-выонга, второго вана царства Наньюэ на выставке в Гуанчжоу.

Нефритовый саван (кит. упр. 玉衣, пиньинь yù yī) — собирательное название для нескольких археологических находок из царских погребений доимперского и раннеимперского периодов в древнем Китае.
В 1968 году в уезде Маньчэн 满城县, провинция Хэбэй, солдаты случайно обнаружили могилы Лю Шэна, принца Чжуншаня, и его жены Доу Вань, живших во II веке до н. э.. Их тела полностью истлели, но погребальные одеяния сохранились. Они были сделаны из тысячи кусочков огранённого и полированного нефрита. Каждый кусочек был соединён с соседними золотой проволокой.
Нефрит, или жадеит, по верованиям древних китайцев, обладал магическими свойствами. Использование объектов из этого материала в качестве погребальной утвари известно начиная с неолита.

## Структура
Среди найденных нефритовых саванов нефритовые пластины в основном имеют квадратную или прямоугольную форму, хотя были также обнаружены саваны, собранные из треугольных, трапециевидных и ромбовидных пластин. Пластины как правило соединяются с помощью проволоки, продетой через небольшие отверстия, просверленные по углам у каждого куска. Состав проволоки варьируется; к примеру, проволока у нескольких саванов были создана из золота и из серебра. Другие же саваны, такие как саван Чьеу Ван-выонга, были сплетены шелковой нитью, которая оплетала края нефритовых пластин. В некоторых случаях под головным убором были обнаружены дополнительные кусочки нефрита, в том числе пластины особой формы, закрывающие глаза, и заглушки для ушей и носа.